# (6327) 1991 GP1
(6327) 1991 GP1 là một tiểu hành tinh vành đai chính. Nó được phát hiện bởi Eleanor F. Helin ở Đài thiên văn Palomar ở Quận San Diego, California, ngày 9 tháng 4 năm 1991.